# Астурійська мова
Астурійська мова — романська мова, належить до астурлеонської підгрупи іберо-романських мов (це діалектний континуум, часто вважається єдиною астурлеонською мовою). Назва «астурійська мова» або «бабле» відноситься до тієї частини цього континууму, що знаходиться на території іспанського автономного співтовариства Астурія (інші локальні варіанти — мірандська мова в Португалії і леонська, естремадурська, кантабрійська мови у відповідних регіонах Іспанії).

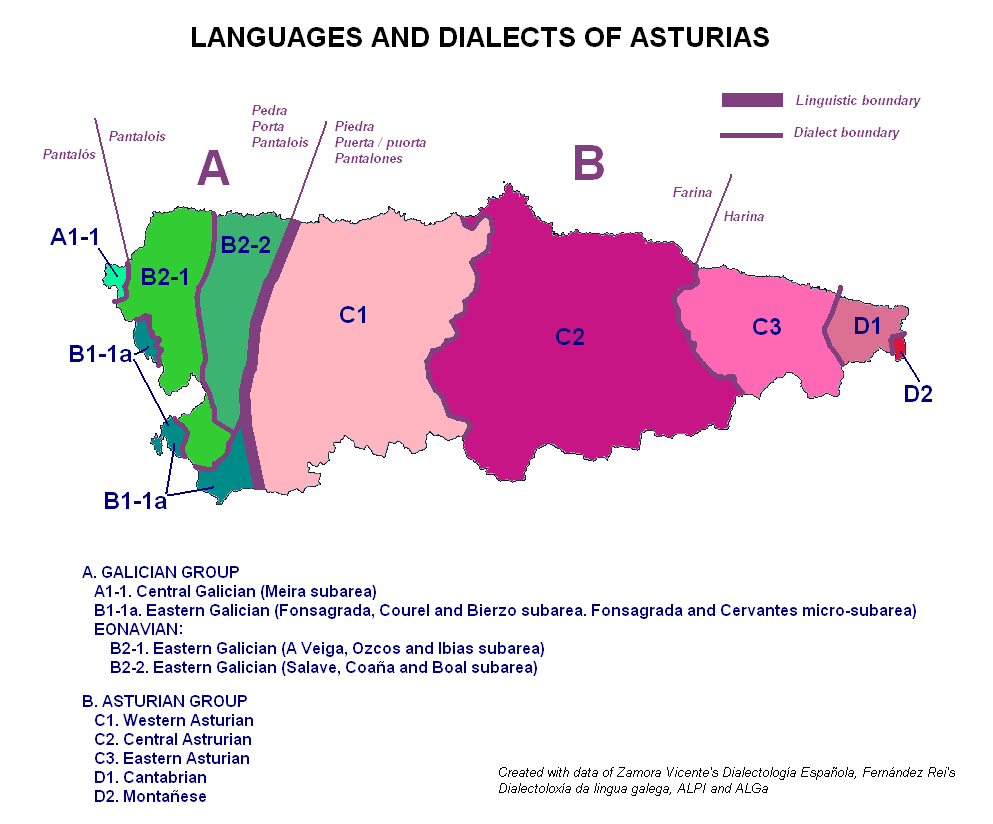
Діалектне членування Астурії (зелений колір — галісійська мова, рожевий — астурійська)

Офіційного статусу не має (закони встановлюють, що влада повинна підтримувати її збереження та вивчення). Рух за окремий статус астурлеонських говірок від іспанської почав Рамон Менендес Підаль в 1906 році. У 1980 році астурійський варіант кодифіковано «Академією Астурійської мови» (аст. Academia de la Llingua Asturiana).